# El Parralejo (cargadero)
El Parralejo fue un apartadero-cargadero de ferrocarril perteneciente a la línea Córdoba-Almorchón, que servía a la central térmica de Puente Nuevo. Las instalaciones se encontraban situadas en el punto kilométrico 39,400 del trazado entre Córdoba y Almorchón, siendo levantadas estas en un ramal independiente de la vía general para atender a la central térmica de Puente Nuevo que empezó a funcionar en 1966. El apartadero fue situado en un espacio que se habilitó para depositar en vagones-tolvas las cenizas sobrantes de la combustión en la planta, aunque también fue empleado para la recepción de los trenes de combustible líquido que se utilizaba en la central. Desde el apartadero salía una vía que iba hasta la central térmica. En la actualidad las instalaciones se encuentran fuera de servicio.